# Kenneth Thompson
Kenneth Lane Thompson, bolj znan kot Ken Thompson ali med hekerskimi krogi kar ken, ameriški računalnikar in programer, * 1943, New Orleans, Louisiana, ZDA.

## Življenje in delo
Thompson je diplomiral iz elektrotehnike na Univerzi Kalifornije v Berkeleyu. Tu je tudi opravil magisterij.
Leta 1969 je v Bellovih laboratorijih (Bell Labs) skupaj z Dennisom Ritchiejem ustvaril operacijski sistem Unix. Thompson je napisal tudi programski jezik B, predhodnika Ritchiejevega C, enega od najbolj razširjenih programskih jezikov. Kasneje je z Robom Pikeom, zaposlen še vedno v Bellovih laboratorijih, ustvaril operacijski sistem Plan 9. V tem času je za potrebe tega operacijskega sistema ustvaril kodiranje UTF-8.
Napisal je programe za generiranje celotnih preštevanj šahovskih končnic za vseh 4, 5 in trenutno za 6 figur. Z uporabo teh programov lahko šahovski računalniški program od shranjene postavitve naprej igra brez napak. Leta 1980 je na svetovnem računalniškem šahovskem tekmovanju zmagal računalnik »Belle«, ki ga je Thompson razvil z Joem H. Condonom in svojimi sodelavci. Tega leta so ga izbrali za člana Ameriške nacionalne akademije znanosti.
Leta 1983 sta Thompson in Ritchie skupaj prejela Turingovo nagrado »za razvoj splošne teorije operacijskih sistemov in še posebej za izvedbo operacijskega sistema Unix.«
Njegov slog programiranja je vplival na mnoge, sploh pa njegova jedrnatost in ljubezen do jasnega oblikovanja programskih stavkov.
Thompson se je 1. decembra 2000 upokojil in prenehal delati za Bellove laboratorije.
Leta 2004 je pomagal pri implementaciji programa Turochamp, šahovskega programa, ki ga je Alan Turing zasnoval leta 1948, preden so obstajali kakršni koli računalniki, sposobni ga izvajati.
Do leta 2006 je delal pri Entrisphere, Inc. kot sodelavec. Od leta 2024 dela pri Googlu, najprej kot ugledni inženir in kasneje kot Googlov svetovalec. Nedavno delo je vključevalo sooblikovanje programskega jezika Go skupas Pikeom in Robertom Griesemerom. Sklicujoč se nase in druge izvirne avtorje Go, je navedel:
Ko smo mi trije [Thompson, Rob Pike in Robert Griesemer] začeli, je bilo to čisto raziskovanje. Vsi trije smo se zbrali in se odločili, da sovražimo C++. [smeh] ... [vračajoč se na Go,] začeli smo z zamislijo, da nas je treba vse tri pregovoriti o vsaki funkciji v jeziku, tako da v jezik iz kakršnega koli razloga ni bilo nobene odvečne smeti.

## Slici
1. 1 2  Dr. Dobb's: Interview with Ken Thompson (v angleščini), 18. maj 2011, arhivirano iz prvotnega spletišča dne 21. oktobra 2021, pridobljeno 10. novembra 2014
2. ↑  Reconstructing Turing's "Paper Machine" (v angleščini), 23. september 2017
3. ↑  Stanford Law School, »Biographies of Amici Curiae in Oracle America, Inc., v. Google, Inc.«, Stanford Law School (v angleščini), pridobljeno 27. julija 2023